# Caivano
Caivano ist eine Stadt mit 36.024 Einwohnern (Stand 31. Dezember 2023) und liegt in der Metropolitanstadt Neapel. Die Ortschaft ist ca. 13,5 km von Neapel entfernt. Fast jedes Jahr findet ein überregional bekanntes Rock-Festival statt, bei dem national sowie international bekannte Interpreten auf der Bühne stehen.

## Geografie
Die Nachbarorte Caivanos sind Acerra, Afragola, Cardito, Crispano, Marcianise (CE) und Orta di Atella (CE).

## Bevölkerungsentwicklung
Die italienische Statistikbehörde ISTAT verzeichnete im Zeitraum von 1991 und 2001 ein Bevölkerungswachstum von 3,1 %. Die Einwohnerzahl stieg dabei von 35.855 (1991) auf 36.966 (2001) an. Caivano verzeichnete seit Beginn der Einwohnerzählungen einen steten Bevölkerungszuwachs. Die Stadt war wie viele Vorstädte im Norden von Neapel ein Zentrum der Textilproduktion. Seitdem in den 1990er Jahren viele Fabriken geschlossen wurden, ist Caivano stark von Arbeitslosigkeit und sozialen Problemen betroffen, wobei vor allem der Stadtteil Parco Verde als Hochburg des Drogenhandels und der Camorra berüchtigt ist.

## Söhne und Töchter der Stadt
- Francesco Morano (1872–1968), katholischer Geistlicher, Kurienkardinal
- Andrea Mugione (1940–2020), katholischer Geistlicher, Erzbischof von Benevent